# 盧布林三角
盧布林三角（羅馬化：Liublinskyi trykutnyk）是三個歐洲國家—立陶宛、波蘭和烏克蘭的區域聯盟，於2020年7月28日由三國外長在波蘭盧布林市簽署了協議，旨在加強相互軍事、文化、經濟和政治合作，和支持烏克蘭融入歐盟和北約。盧布林三角國家宣布支持在國際公認邊界內恢復烏克蘭的領土完整，並呼籲停止俄羅斯對烏克蘭的侵略。選擇盧布林是為了參考1569年創建波蘭立陶宛聯邦的盧布林聯合，該聯盟當時是歐洲最大的國家之一。